# 十銓科技
十銓科技股份有限公司（英語：Team Group Inc.）是一家記憶體製造商，於1997年成立台北營運中心，創辦人為擔任董事長職務之夏澹寧。主要生產Team Group記憶體模組、各款記憶卡、隨身碟、固態硬碟、行動週邊產品及工規記憶儲存產品。
目前在台灣設有製造、研發、行銷和客服中心，並在香港、日本皆設有子公司。2015年時，其產品獲得台灣精品獎Taiwan Excellence和台北國際電腦展Computex的Best Choice Award金獎。

## 腳注
1. ↑  .   [2015-06-10]. （原始内容存档于2015-06-10）.
2. ↑  .   [2015-06-10]. （原始内容存档于2015-05-21）.

## 外部連結
- 十銓科技官網（页面存档备份，存于）